# 禅林寺 (京都市)

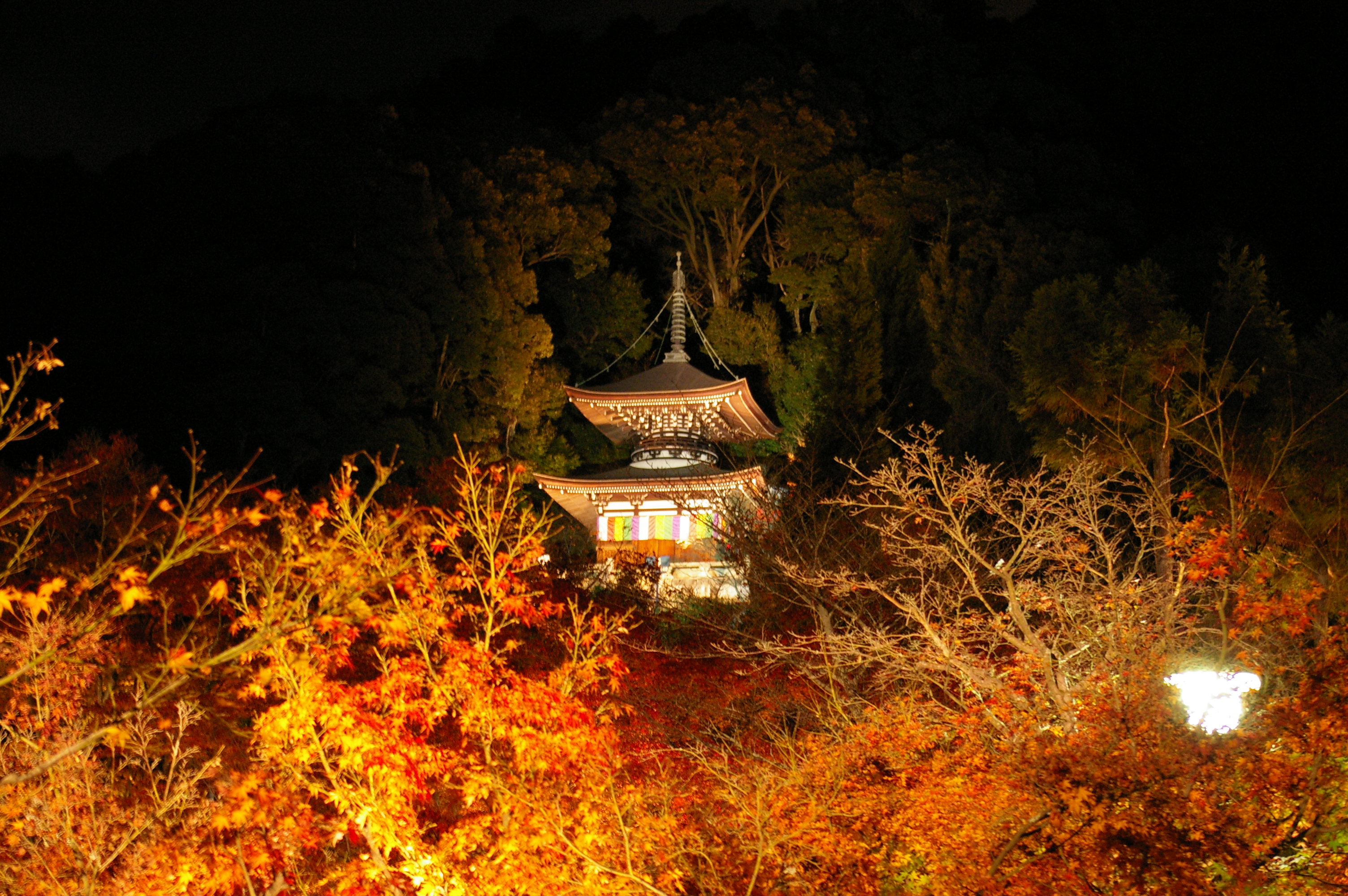
多宝塔

禅林寺（ぜんりんじ）は、京都市左京区永観堂町にある浄土宗西山禅林寺派の総本山の寺院。山号は聖衆来迎山（しょうじゅらいごうさん）。本尊は阿弥陀如来（みかえり阿弥陀）。通称の永観堂（えいかんどう）の名で知られる。紅葉の名所として知られ、古くより「秋はもみじの永観堂」といわれる。また、京都に3箇所あった勧学院（学問研究所）の一つでもあり、古くから学問（論義）が盛んである。

## 歴史
空海（弘法大師）の高弟である真紹僧都が、都における真言宗の道場の建立を志し、毘盧遮那仏と四方四仏を本尊とする寺院を建立したのが起源である。真紹は仁寿3年（853年）、歌人・文人であった故・藤原関雄の山荘を買い取り、ここを寺院とすることにした。当時の京都ではみだりに私寺を建立することは禁じられており、10年後の貞観5年（863年）、清和天皇より定額寺としての勅許と「禅林寺」の寺号を賜わって公認の寺院となった。
当初真言宗の道場として出発した禅林寺は、中興の祖とされる7世住持の永観（ようかん）律師（1033年 - 1111年）の時に念仏の寺へと変化を遂げる。永観は文章博士の源国経の子として生まれた。11歳で禅林寺の深観（花山天皇皇子）に弟子入りし、東大寺で南都六宗のうちの三論宗を学ぶ。三論宗には奈良時代の智光以来の浄土教の思想があるが、浄土の教えに感動した永観はやがて熱烈な阿弥陀信者となり、日課一万遍の念仏を欠かさぬようになる。師深観の跡を受けて禅林寺に戻るのは延久4年（1072年）のことである。永観は人々に念仏を勧め、また、東五条の悲田院の近くの薬王寺に阿弥陀像を安置して、病人救済などの慈善事業も盛んに行なった。さらに当寺の境内にも悲田院（薬王寺）と施療院を建立し、梅の木を沢山植えて病人に薬用としてその実を与えた。
禅林寺を永観堂と呼ぶのは、この永観律師が住したことに由来する。なお、「永観堂」は漢音読みで「えいかんどう」と読むが、永観律師の「永観」は呉音読みで「ようかん」と読む。
禅林寺の本尊阿弥陀如来立像は、顔を左（向かって右）に曲げた特異な姿の像である。この像については次のような伝承がある。永保2年（1082年）、当時50歳の永観が日課の念仏を唱えつつ、阿弥陀如来の周囲を行道していたところ、阿弥陀如来が須弥壇から下り、永観と一緒に行道を始めた。驚いた永観が歩みを止めると阿弥陀如来は振り返って一言、「永観遅し」と言ったという。本寺の阿弥陀如来像はそれ以来首の向きが元に戻らず、そのままの姿で安置されているのだという。
禅林寺12世の静遍僧都（1166年 - 1224年）は、もと真言宗の僧で、当初は法然を批判していたが後に法然に帰依して念仏門に入った。法然は禅林寺に住したことはないが、静遍は禅林寺11世を法然に譲り、自らは12世を称した。法然の高弟の証空（西山上人）も、静遍の後を嗣いで当寺に住持したと伝えられている。証空の門弟の浄音の時代に、禅林寺は浄土宗西山派（小坂流）の有力寺院となり、浄音が興した西谷（せいこく）流の拠点の一つとして光明寺とともに栄えた。
応仁の乱の戦火によって大きな被害を受けるが、明応6年（1497年）に後土御門天皇により再興をするようにとの命が出て、復興に着手された。慶長12年（1607年）には豊臣秀頼により、摂津国四天王寺の曼荼羅堂が移築されて阿弥陀堂とされている。
1876年（明治9年）には禅林寺は浄土宗西山派の東本山となる。だが、1919年（大正8年）に浄土宗西山派はそれぞれの考えの違いから浄土宗西山光明寺派（西山浄土宗）、浄土宗西山禅林寺派、浄土宗西山深草派の三つに分裂し、禅林寺は浄土宗西山禅林寺派の総本山となっている。

## 本尊・みかえり阿弥陀
重要文化財。禅林寺本尊の阿弥陀如来立像は「みかえり阿弥陀」の通称で知られる、頭部を左（向かって右）に向けた特異な姿の像である。像高77.6センチと、三尺像形式の中では小さい方である。かつては鎌倉時代の作とされたこともあったが、作風、構造等の特色から、平安時代末期、12世紀後半の作と見るのが妥当である。左方を向くという特殊な姿勢によって、像体の正面から見るとほとんど真横を向いてしまうため、頭部右側をやや大きく、左側を小さくする事で頭部の印象が損なわれないよう工夫を払っている。この種の「みかえり阿弥陀」の作例は、日本では本像が最も古いが、中国には北宋時代に遡る例があり（四川省安岳円覚洞16号窟）、鎌倉時代以降には山形県堂森善光寺像など若干の作例が知られている。また本像は予め知らないと気づかないほど僅かだが、左足膝を軽く曲げ足先も少し前へ踏み出した歩行の所作をしており、初期の阿弥陀行像としても重要である。これらの「見返り」と「歩行」の動作は、来迎時に浄土へ戻る際、往生者を見守るために振り返るのだと考えられる。1999年、重要文化財に指定。

## 境内
境内には地形の高低差を生かして多くの建物が建ち、それらの間は渡り廊下でつながれている。
- 阿弥陀堂（本堂、京都府指定有形文化財） - 慶長2年（1597年）に大坂の四天王寺に建立された曼荼羅堂を豊臣秀頼が慶長12年（1607年）に現在地に移築。本尊の「みかえり阿弥陀」像（重要文化財）を安置する[11][12]。入母屋造、本瓦葺き。
- 位牌堂
- 御影堂（大殿） - 1912年（大正元年）に完成した総ケヤキ造の仏堂。宗祖法然を祀る堂で、寺内最大の建物[13]。
- 三鈷の松
- 臥龍廊 - 寺伝では永正年間（1504年 - 1521年）の建立とされるが、現在の建物の部材は昭和時代のもの[14]。御影堂と開山堂とを繋いでいる。
- 開山堂
- 千佛洞 - 宝物館。
- 釈迦堂（方丈、京都府指定有形文化財） - 寺伝では永正年間（1504年 - 1521年）に後柏原天皇によって建てられたというが、実際の建築は寛永4年（1627年）[15]である。入母屋造、桟瓦葺き。平面は禅宗寺院の方丈と同形式の六間取りとなっている。
- 方丈南庭
- 勅使門（京都府指定有形文化財） - 文政13年（1830年）再建[16]。
- 方丈北庭 - 池がある。
- 瑞紫殿 - 応仁の乱の際に奇跡的に焼け残った「火除けの阿弥陀」が祀られている。
- 悲田梅 - かつての悲田院（薬王寺）で植えられていた梅の名残だという。
- 古方丈
- 茶室「顧庵」
- 鶴寿台（庫裏）
- 大玄関
- 寺務所
- 宗務所
- 浴室 - 蒸し風呂形式の浴室。
- 聖峯閣
- 鎮守社
- 多宝塔 - 1928年（昭和3年）に実業家の六鹿清治によって寄進された[17]。釈迦堂裏手の位置に建つ。
- 鐘楼（京都府指定有形文化財） - 宝永4年（1707年）再建[18]。梵鐘は寛保3年（1743年）の造。
- 響涼庵
- 御廟（納骨堂、京都府指定有形文化財） - 明和3年（1766年）再建。
- 柏木如亭の墓 - 江戸時代の漢詩人。
- 永観堂幼稚園
- 夢庵 - 休憩所。
- 永観堂会館
  - 観学門 - かつての観学院の表門。
- 中門（京都府指定有形文化財） - 正徳3年（1713年）再建。薬医門と呼ばれる形式である[16]。
- 弁天社 - 慶応2年（1866年）に大田垣蓮月により建立。
- 放生池 - 弁天池とも呼ばれる。
- 画仙堂 - 上村松園の師・鈴木松年が1914年（大正3年）に建立。
- 禅林図書館
- 南門（遊心門） - 天保11年（1840年）再建。高麗門と呼ばれる形式である[16]。
- 智福院 - 塔頭。
- 松岳院 - 塔頭。
- 北門
- 総門 - 天保11年（1840年）再建。

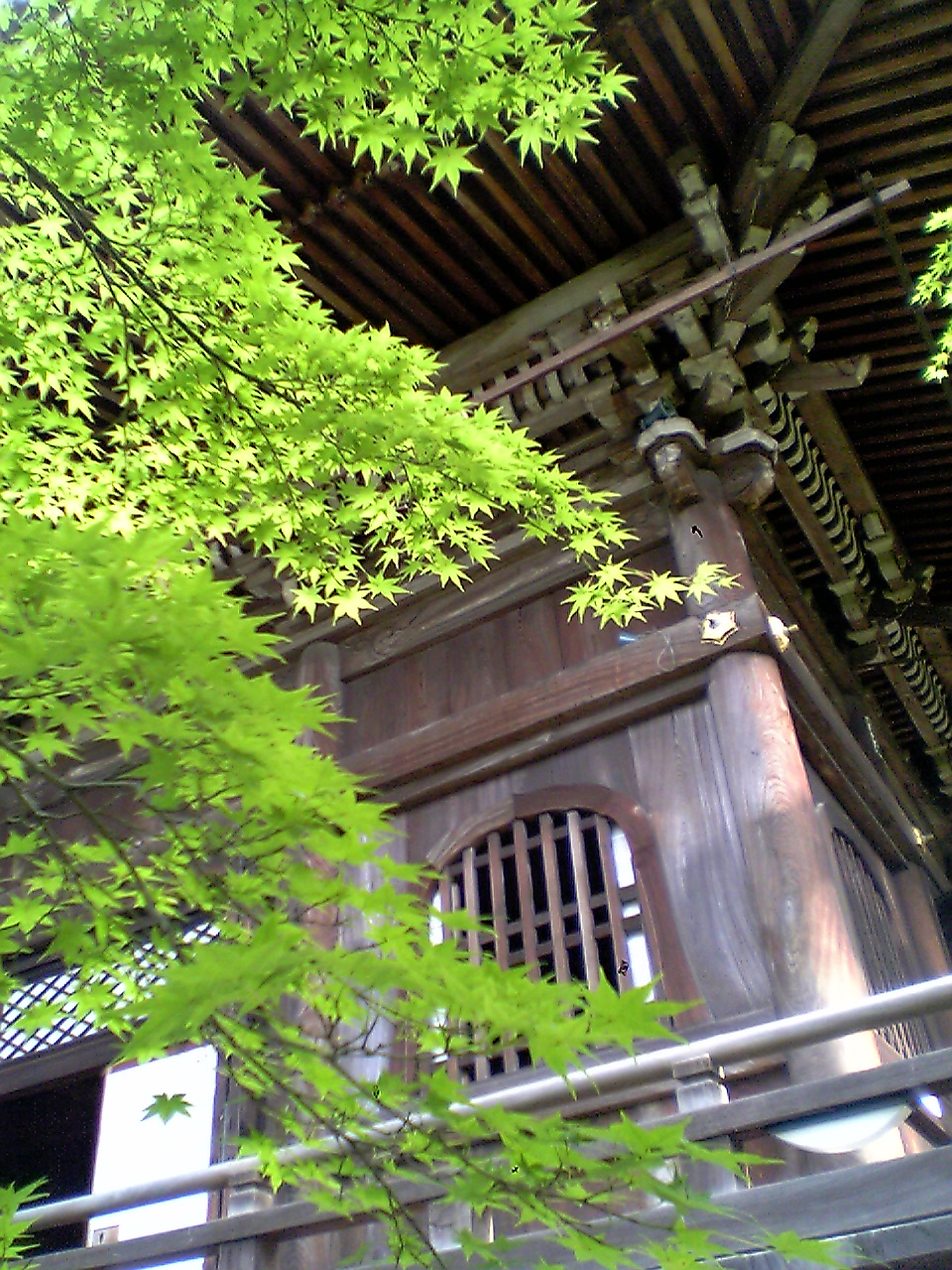
御影堂とモミジ
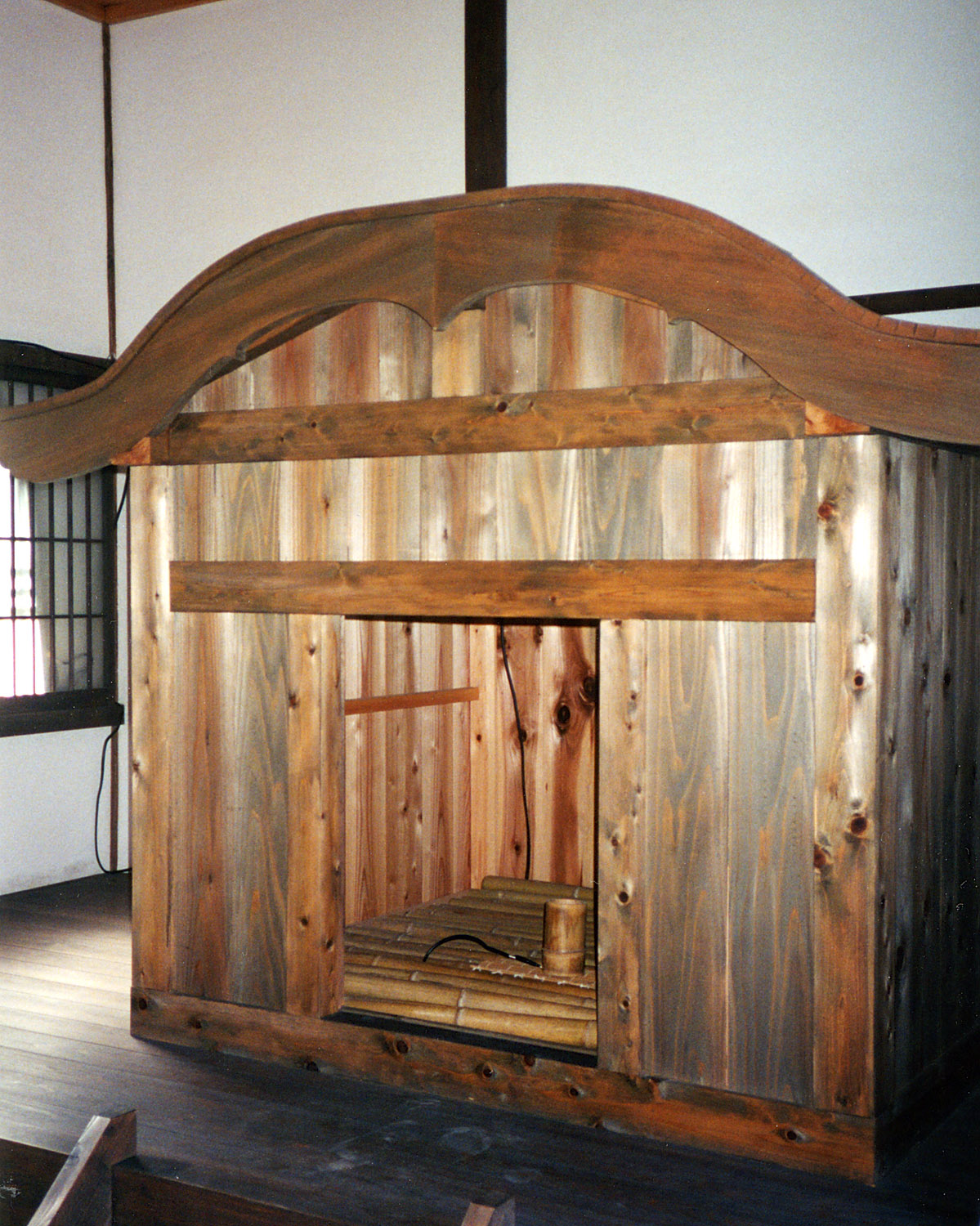
サウナのような浴室
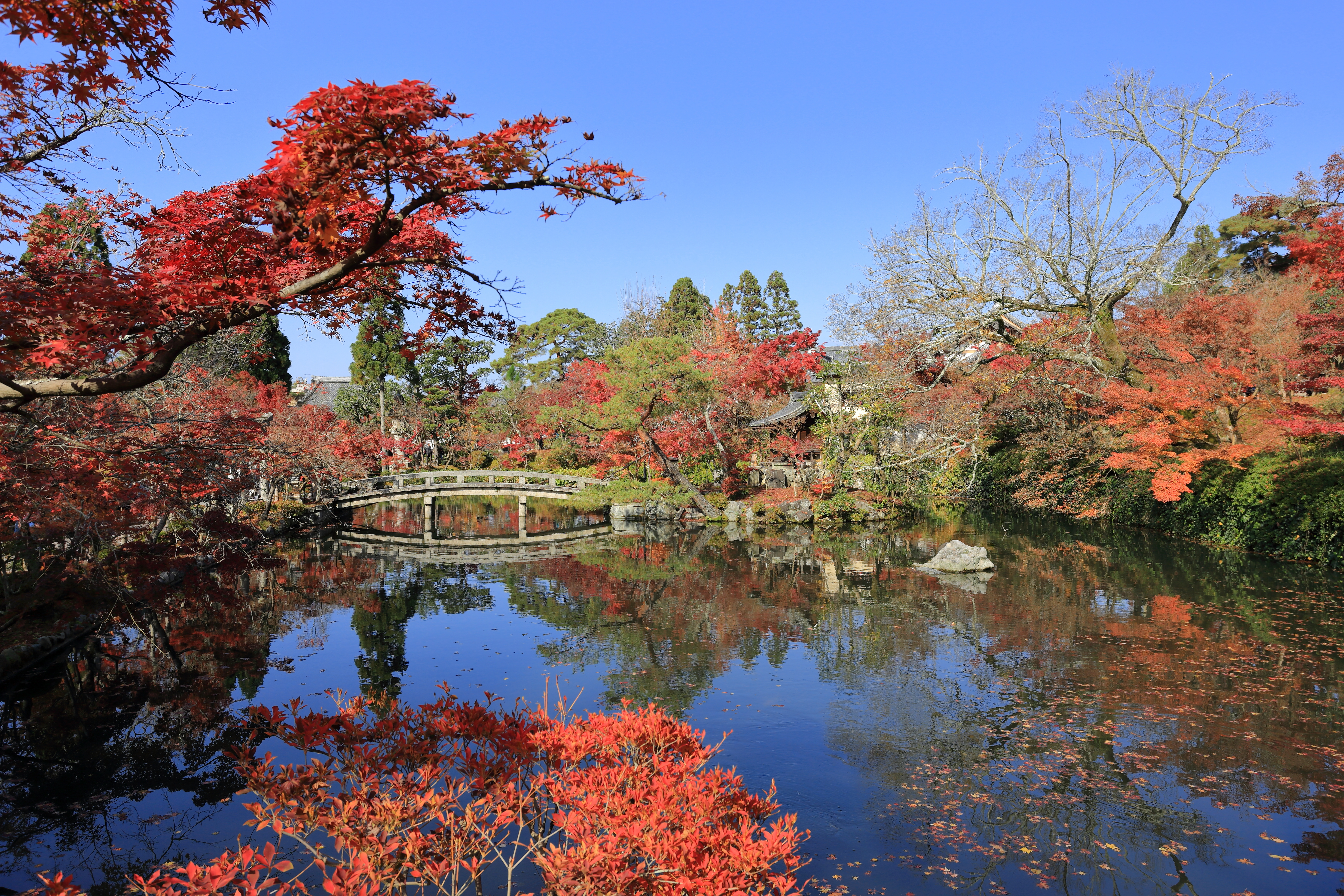
放生池
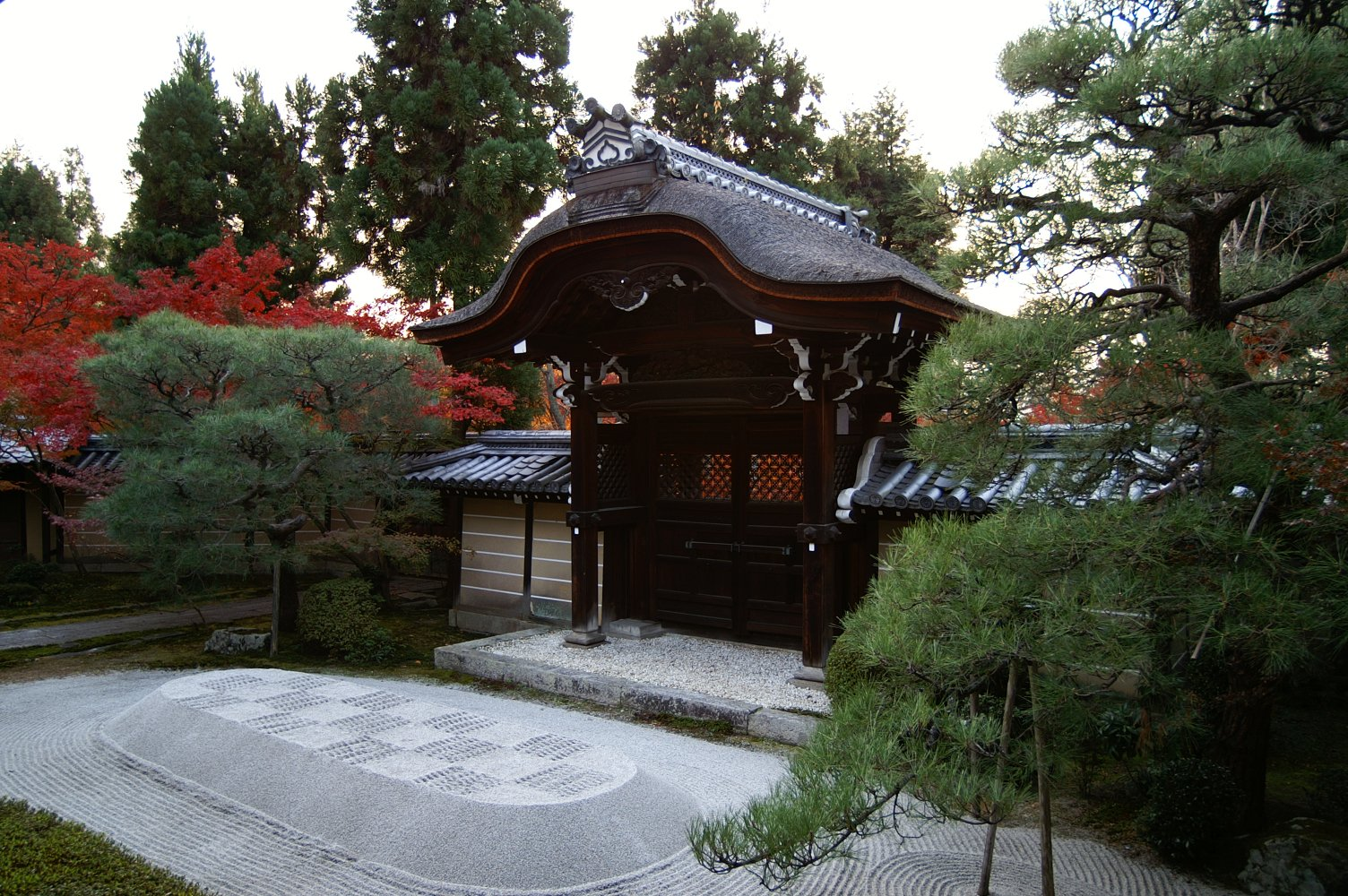
唐門と釈迦堂前庭（盛砂）

## 文化財

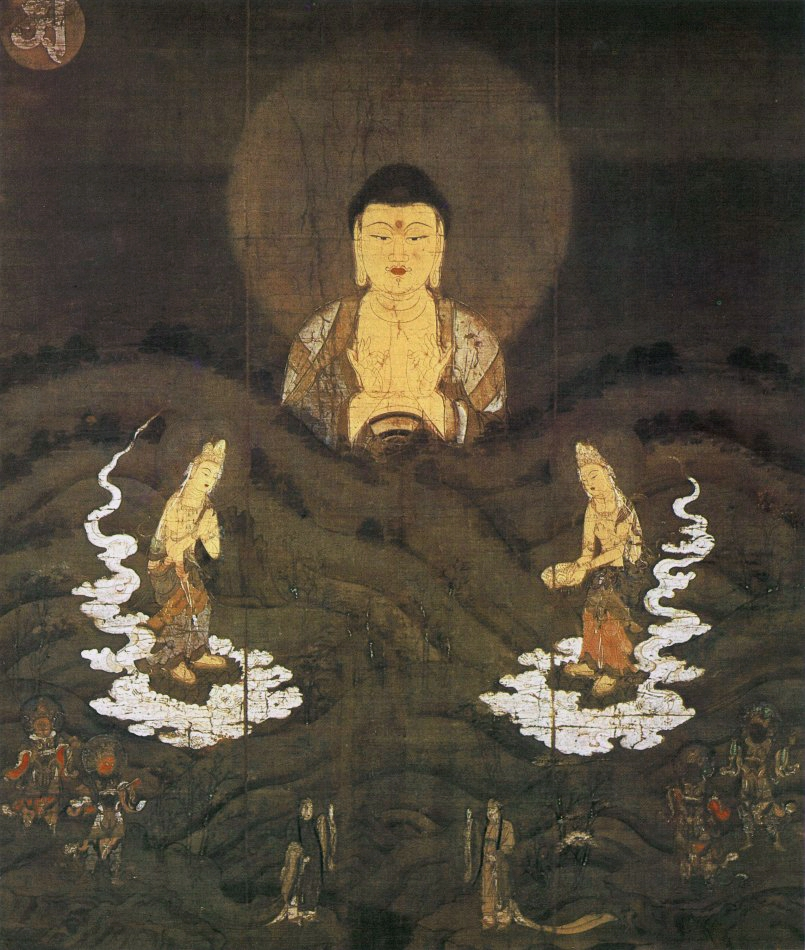
山越阿弥陀図（国宝）

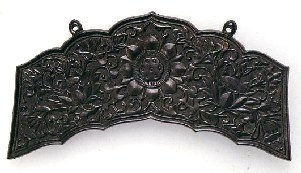
金銅蓮華文磬（国宝）

### 国宝
- 絹本著色山越阿弥陀図 - 鎌倉時代の仏画。東京国立博物館に寄託。
- 金銅蓮華文磬（こんどう れんげもん けい） - 東京国立博物館に寄託。

### 重要文化財
絵画
- 絹本著色釈迦如来像・十大弟子像 3幅[19]
- 絹本著色薬師如来像
- 絹本著色来迎阿弥陀如来像
- 絹本金彩阿弥陀二十五菩薩来迎図 - 伝恵心僧都筆。
- 絹本著色釈迦十六善神像
- 絹本著色十界図　2幅
- 絹本著色十六羅漢像　16幅
- 絹本著色当麻曼荼羅図（附：旧軸木 正安四年五月図絵の銘あり）
- 紙本著色仏涅槃図
- 紙本淡彩釈迦三尊像 - 狩野元信筆。
- 紙本著色融通念仏縁起 2巻 - 伝土佐光信筆。
- 紙本墨画波濤図 12幅 - 長谷川等伯筆。
- 板着色二十五菩薩来迎図絵扉（善導大師厨子扉） 12枚。
- 紙本墨書当麻曼荼羅縁起

彫刻
- 木造阿弥陀如来立像（みかえり阿弥陀） - 解説は記述。

書跡典籍
- 當麻曼荼羅縁起 弘長二年証恵書写縁起
- 融通念仏勧進帳　文安四年三月日（金銀泥下絵料紙）[20]

典拠：2000年（平成12年）までに指定の国宝・重要文化財については、『国宝・重要文化財大全 別巻』（所有者別総合目録・名称総索引・統計資料）（毎日新聞社、2000）による。

### 京都府指定有形文化財
- 阿弥陀堂[21]
- 方丈
- 勅使門
- 鐘楼
- 御廟
- 中門

## 永観堂の七不思議
- 抜け雀（ぬけすずめ） - 古方丈の欄間に描かれた雀の絵が、向かって右端の欄間のみ一羽少なく、抜け出していったと伝えられている。
- 悲田梅（ひでんばい） - 永観律師が衆生を救うために植えられた梅と伝え、かつては梅林といえるほどであったが、現在奇跡的にこの一本のみ残っている。
- 臥龍廊（がりゅうろう） - 開山堂へ続く階段廊下は極端に湾曲し、龍がのびているように見える。
- 三鈷の松（さんこのまつ） - 臥龍廊の手間にある松は葉が三本にわかれ、しかも長い。古来財布にいれるとお金が貯まるとか、箪笥に入れると服が溜まるといわれる。
- 木魚蛙（もくぎょかえる） - 境内に棲む蛙の鳴き声がまるで木魚を叩いているように聞こえる。その声を聞いたものはたくさんいるが、姿を見たものは一人もいないという。
- 火除けの阿弥陀如来 - 応仁の乱をはじめ数々の戦乱で堂宇が焼失しても、この阿弥陀だけは焼け残って現在に伝わるという。
- 岩垣もみじ - 永観堂裏の急斜面から生えている紅葉。同寺が建立される以前、この地に住んだ藤原関雄（ふじわらのせきお）の「おく山の　岩がき紅葉　散りぬべし　照る日の光　見る時なくて」という古今和歌集の歌にちなんでこの名がある[22]。

## 前後の札所
洛陽六阿弥陀めぐり
1 真如堂　-　2 禅林寺（永観堂）　-　3 清水寺阿弥陀堂
法然上人二十五霊跡
25 知恩院　-　縁故本山 禅林寺（永観堂）　-　特別霊場 黒谷青龍寺
西山国師遺跡霊場
客番 延暦寺文珠楼　-　8 禅林寺（永観堂）　-　9 誓願寺

## 所在地・アクセス
- （所在地）京都市左京区永観堂町
- （交通）京都市営バス5系統「南禅寺・永観堂道」バス停下車5分。急行100系統・32系統「宮ノ前町」バス停下車5分。地下鉄東西線蹴上駅から徒歩10分。

## 舞台となった作品
映画
- 将軍家光の乱心 激突 （1989年）